# Зеебенштайн
Зеебенштайн (нем. Seebenstein) — коммуна (нем. Gemeinde) в Австрии, в федеральной земле Нижняя Австрия. 
Входит в состав округа Нойнкирхен.  Население составляет 1242 человека (на 31 декабря 2005 года). Занимает площадь 9,09 км². Официальный код  —  3 18 37.

## Политическая ситуация
Бургомистр коммуны — Геральд Павлович (СДПА) по результатам выборов 2010 года.
Совет представителей коммуны (нем. Gemeinderat) состоит из 19 мест.
- СДПА занимает 15 мест.
- АНП занимает 4 места.

## Достопримечательности
- Зеебенштайн — средневековый замок.